# Remedy (Antoon)
Remedy is een lied van de Nederlandse artiest Antoon in samenwerking met de Nederlandse rapper Josylvio. Het werd in 2022 als single uitgebracht en stond in hetzelfde jaar op de ep Olivia van Antoon. In 2023 stond het als achtste track op het album Engel van Antoon.

## Achtergrond
Remedy is geschreven door Joost Theo Sylvio Yussef Abdelgalil Dowib en Valentijn Verkerk en geproduceerd door Antoon. Het is een nummer dat past in het genre nederhop met effecten uit de westcoasthiphop. In het lied rappen en zingen de artiesten over hun successen als hiphopartiesten en hoe ze beter zijn dan anderen in de rapscene. Het is de eerste keer dat de twee artiesten met elkaar samenwerken, een samenwerking die zij herhaalden op Soms.
Het lied werd uitgebracht als onderdeel van de ep Olivia, waar naast Remedy ook de nummers Olivia (Antoon) en Centraal Station (Antoon met Bilal Wahib) op staan. 

## Hitnoteringen
De artiesten hadden bescheiden succes met het lied in Nederland. Het piekte op de 28e plaats van de Single Top 100 in de twee weken dat het in deze hitlijst te vinden was. De Top 40 en haar Tipparade werden niet bereikt.